# Solenoptera michelii
Solenoptera michelii là một loài bọ cánh cứng trong họ Cerambycidae.